# Leiodytes guttulatus
Leiodytes guttulatus is een keversoort uit de familie waterroofkevers (Dytiscidae). De wetenschappelijke naam van de soort is voor het eerst geldig gepubliceerd in 1891 door Régimbart.